# ГЕС Сан-Франциско (Еквадор)
ГЕС Сан-Франциско – гідроелектростанція на сході Еквадору. Знаходячись після ГЕС Агоян, становить нижній ступінь каскаду на річці Пастаси, котра в свою чергу є лівою притокою річки Мараньйон (ліва твірна Амазонки). 
Відпрацьована станцією Агоян вода одразу спрямовується у дериваційний тунель довжиною 11,2 км, виконаний в діаметрах 7,5 та 7 метрів. Він переходить у  напірний водовід довжиною 0,3 км з початковим діаметром 5,7 метра, який включає напірну шахту висотою 171 метр та на завершальному етапі розгалужується на два короткі водоводи з діаметрами по 3,5 метра. В системі також діє вирівнювальний резервуар висотою 68 метрів з діаметром 32 метра. 
Споруджений у підземному виконанні машинний зал має розміри 76х19 метрів при висоті 42 метра. Тут встановили дві дві турбіни типу Френсіс потужністю по 115 МВт (загальна номінальна потужність станції рахується на рівні 212 МВт), які працюють при напорі у 213 метрів. 
Відпрацьована вода спершу потрапляє у нижню балансувальну камеру розмірами 24х8х24 метра, після чого відводиться до річки по тунелю довжиною 0,23 км з діаметром 6,4 метра.
Видача продукції відбувається по ЛЕП, розрахованій на роботу під напругою 230 кВ.